# Carly Seyfarth
Paul Carly Seyfarth (* 14. Januar 1890 in Leipzig; † 27. Oktober 1950 in Leipzig) war ein deutscher Volkskundler und Mediziner.

## Leben
Carly Seyfarth machte 1909 sein Abitur. Anschließend studierte er an der Universität Leipzig Medizin, Anthropologie, Ethnographie und Urgeschichte. Während seines Studiums wurde er 1909 Mitglied der Landsmannschaft Cheruscia. 1913 promovierte ihn die Universität Leipzig mit der Dissertation Aberglaube und Zauberei in der Volksmedizin West-Sachsens. Ein Beitrag zur Volkskunde des Königreichs Sachsen in Volkskunde zum Dr. phil. und 1916 mit der Dissertation Die Dermoide und Teratome des Eierstocks im Kindesalter in Medizin zum Dr. med. Ebenfalls in Leipzig habilitierte er sich 1920 mit der Arbeit Neue Beiträge zur Erkenntnis der Langerhansschen Inseln im menschlichen Pankreas und ihre Beziehung zum Diabetes mellitus für Allgemeine Pathologie und Pathologische Anatomie.
Im Rahmen  einer humanitären Rot-Kreuz-Expedition zur Bekämpfung von Infektionskrankheiten nach Russland war er von 1922/1923 Direktor des deutschen Alexander-Hospitals in St. Petersburg. Durch die Kombination medizinischer und ethnologischer Kenntnisse konnte er Infektions- und Tropenkrankheiten erforschen. So unternahm er Studienreisen zur Erforschung der Leishmaniose in die Balkanländer und in die Türkei. Die Hygiene der Lepra- und Malariakranken untersuchte er bei Studienreisen nach Ostafrika. Seyfarth entwickelte eine Methode der Knochenmarkentnahme, die die moderne Knochenmarkdiagnostik einleitete, 1923 führte er im Rahmen der Malariadiagnostik die erstmalige Trepanation des Sternalmarks (Knochenmark des Brustbeins) durch.
An der Medizinischen Fakultät der Universität Leipzig wurde er 1919 Privatdozent und 1922 außerordentlicher Professor für Allgemeine Pathologie, Pathologische Anatomie. Dieses Amt übte er bis 1950 aus.
Am 1. November 1929 wurde Carly Seyfarth als Nachfolger Oskar Wandels Ärztlicher Direktor des Städtischen Krankenhauses St. Georg in Leipzig. Dort verselbständigte er das Röntgeninstitut und die Infektionsklinik. Im Krankenhaus St. Georg schuf er außerdem ein Zentrallabor und richtete 1948 eine Poliklinik mit mehreren Fachabteilungen ein.
Im Zweiten Weltkrieg rettete er als Leiter eines im Krankenhaus eingerichteten Reservelazaretts zahlreiche russische und polnische Kriegsgefangene vor der Verschleppung ins Konzentrationslager.

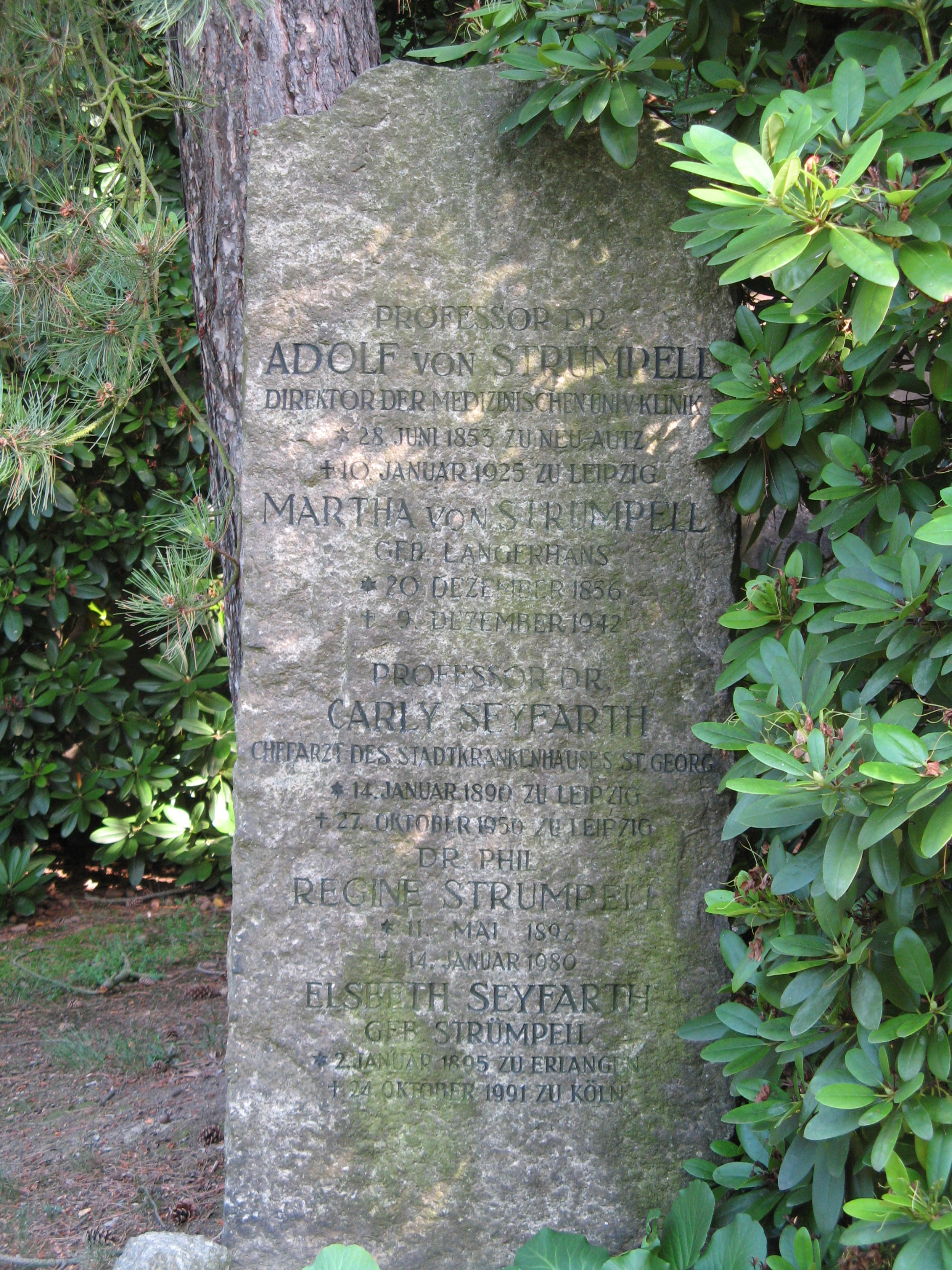
Carly Seyfarth auf dem Grabstein der Familie Strümpell auf dem Leipziger Südfriedhof

Carly Seyfarth war mit Elsbeth Strümpell, der Tochter des berühmten Mediziners Adolf von Strümpell, verheiratet. 1950 erlag Seyfarth einem Tumorleiden.

## Schriften (Auswahl)
- Lehrbuch der speziellen Pathologie und Therapie der inneren Krankheiten. Für Studierende und Ärzte. Vogel, Leipzig 1922 (Mitarbeit an den Bänden 1 und 2 des Lehrbuchs von Adolf Strümpell)
- Der „Ärzte-Knigge“. Über den Umgang mit Kranken und über Pflichten, Kunst und Dienst der Krankenhausärzte. Georg Thieme, Leipzig, 1. Auflage 1935, 5. Auflage 1946
- 725 Jahre Hospital zu St. Georg in Leipzig. Sonderdruck aus: Leipziger Beobachter. Nr. 10–12/1938
- Das Hospital zu St. Georg in Leipzig durch acht Jahrhunderte 1212–1940. Band 1. Das Hospital zu St. Georg vom Jahre 1212 bis zum Jahre 1631. (Bände 2 u. 3 nicht erschienen), Georg Thieme, Leipzig 1939